# Dangbo
Dangbo è una città situata nel dipartimento di Ouémé nello Stato del Benin con 75 604 abitanti (stima 2006).